# Max Menny
Heinrich Maximilian Menny (* 16. Oktober 1859 in Gemünd (Schleiden); † 19. November 1921) war ein deutscher Verwaltungsbeamter.

## Leben
Max Menny studierte an der Friedrich-Wilhelms-Universität Berlin. 1882 wurde er Mitglied des Corps Guestphalia Berlin. Nach dem Studium trat er in den Staatsdienst des Deutschen Reichs ein. Von 1897 bis 1901 war er Kreisdirektor des Kreises Château-Salins und von 1901 bis 1909 des Kreises Colmar. Anschließend lebte er als Kreisdirektor a. D. in Freiburg im Breisgau.
Max Menny war seit 1. Juni 1889 mit Frieda Duderstadt (1870–1950) verheiratet. Der Generalleutnant Erwin Menny war ihr Sohn.

## Auszeichnungen
- Ernennung zum Geheimen Regierungsrat[3]